# Teorema (film)
Teorema è un film del 1968, scritto e diretto da Pier Paolo Pasolini, prodotto da Franco Rossellini e Manolo Bolognini. Teorema fu presentato alla Mostra del Cinema di Venezia il 5 settembre 1968. In seguito l'autore lo sviluppò in forma di romanzo che, pur ricalcando l'impronta visiva del film, venne arricchito da snodi e approfondimenti.

## Trama
Davanti ai capannoni di un'industria milanese: un gruppo di operai risponde alle domande di un intervistatore televisivo riguardo alla fabbrica donata loro dal padrone. Intanto, in una lussuosa villa, la famiglia di un industriale è a tavola: un postino recapita un telegramma che annuncia l'arrivo di un misterioso ospite, un giovane enigmatico e affascinante che attira l'attenzione e il desiderio di tutti i componenti della famiglia. Emilia, la domestica, gli si offre dopo che il giovane l'ha salvata da un maldestro tentativo di suicidio; Pietro, il figlio poco più che adolescente, non riesce a resistere alla tentazione e durante la notte si infila nel letto di lui; il giorno successivo Lucia, la madre, lo osserva da lontano mentre corre seminudo nel parco della villa, si libera dei vestiti e lo attira a sé; Paolo, il capofamiglia, dopo una notte inquieta, cade ammalato e si lascia confortare da lui; alla fine anche Odetta, la giovane figlia, si concede all'ospite. 
Ricompare il postino che consegna un altro messaggio: l'ospite deve ripartire e, nel salutarlo, tutti i componenti della famiglia gli comunicano di essere cambiati: Pietro afferma di sentirsi diverso dagli altri, Odetta sostiene che egli l'ha sottratta al complesso del padre, Lucia gli dice di aver finalmente trovato un interesse nella sua vita; Pietro, dopo aver superato i pregiudizi, si sente senza basi. Emilia si limita a baciargli la mano ma avverte, con l'istinto, il carattere sovrumano del visitatore. Successivamente vediamo quest'ultima, con la sua pesante valigia, tornare al suo paese e fermarsi nel cortile di una vecchia casa contadina. Qui comincia a far vita di penitenza, rifiutando il cibo che le viene offerto e nutrendosi di sole ortiche sotto lo sguardo stupito della gente del vicinato. 
Nella villa, la partenza dell'ospite provoca il crollo della famiglia. Odetta cerca i suoi giocattoli da bambina e osserva l'album di foto che lei ha scattato a suo padre e all'ospite, stringe i pugni e si chiude in un mutismo irreversibile, tanto da cadere in catatonia ed essere portata via con un'ambulanza. Pietro lascia la casa e comincia a dipingere cercando velleitariamente di inventare una tecnica che non assomigli a niente di precedente, per mascherare la mancanza di ispirazione ed evitare critiche e giudizi. La madre, in giro per Milano in automobile, va a caccia di uomini: abborda un giovane e, dopo aver fatto l'amore nella stanza di quest'ultimo, riparte in macchina e carica altri due ragazzi portandoli in campagna nei pressi di una chiesa abbandonata. Lasciati i due, sente il bisogno disperato di tornare nella vecchia chiesa. Emilia intanto è fatta oggetto di venerazione da parte dei suoi compaesani; tutti si recano da lei ottenendo dei piccoli miracoli fino a che la vedono levitare sopra i tetti delle case come una santa. Il capofamiglia cede la sua fabbrica agli operai, entra nella stazione ferroviaria e si denuda sotto lo sguardo dei passeggeri. Emilia chiede a un'anziana donna di farsi seppellire, non per morire ma per piangere, in modo che le sue lacrime diventino sorgente di vita. Il film si chiude con un urlo straziante di Paolo che corre nudo sul pendio deserto di un vulcano.

## Analisi dell'opera
Il film, come molte delle altre opere di Pasolini, fece scandalo, innanzitutto per il rifiuto dell'autore a presentarlo alla Mostra di Venezia (ma fu ugualmente presentato per volontà del produttore). Il soggetto venne attaccato come osceno da una parte della Chiesa cattolica, mentre l'ala più progressista lo esaltò al punto da attribuirgli il premio dell'OCIC (Office Catholique International du Cinèma). Il sacerdote canadese, Marc Gervais, gesuita, studioso cinematografico, scrittore e consulente cinematografico, presidente della giuria dell'OCIC ne fece un'ampia ed elogiativa analisi su «Le Nouvel Observateur» nº 215 del 23 dicembre 1968.
(Pier Paolo Pasolini, Appello alla solidarietà del pubblico al palcoscenico del Palazzo del Cinema, 5 settembre 1968)

## Iter giudiziario
Il 13 settembre 1968 la Procura della Repubblica di Roma sequestra il film "per oscenità e per le diverse scene di amplessi carnali alcune delle quali particolarmente lascive e libidinose e per i rapporti omosessuali tra un ospite e un membro della famiglia che lo ospitava". Il 14 ottobre la Procura della Repubblica di Genova mette al bando il film con un analogo provvedimento. Il processo contro Pasolini e il produttore Donato Leoni, trasferito per competenza territoriale a Venezia (dove si era svolta l'anteprima del film), si apre il 9 novembre 1968 con l'escussione del regista.

Il Pubblico Ministero Luigi Weiss chiede la reclusione di sei mesi di entrambi gli imputati e la distruzione integrale dell'opera. Il 23 novembre 1968, dopo un'ora di camera di consiglio, il Tribunale di Venezia assolve Pasolini e Leoni dall'accusa di oscenità, annullando il bando del film con la seguente sentenza: 
Diversi anni dopo, tuttavia, un altro film di Pasolini, il controverso Salò o le 120 giornate di Sodoma, verrà bandito per gli stessi motivi.

## Riconoscimenti
- 1968 - Festival di Venezia
  - Coppa Volpi per la migliore interpretazione femminile a Laura Betti